# Omloop van het Houtland 1968
L'Omloop van het Houtland 1968, ventiquattresima edizione della corsa, si svolse il 26 settembre 1968 su un percorso con partenza e arrivo a Lichtervelde. Fu vinto dal belga Walter Boucquet della Pull Over Centrale-Tasmanie-Novy davanti ai suoi connazionali Tony Daelemans e Willy Donie.

## Ordine d'arrivo (Top 10)
| Pos. | Corridore                | Squadra                          | Tempo |
| ---- | ------------------------ | -------------------------------- | ----- |
| 1    | Walter Boucquet          | Pull Over Centrale-Tasmanie-Novy |       |
| 2    | Tony Daelemans           | Goldor-Hertekamp-Herta           |       |
| 3    | Willy Donie              | Flandria-De Clercq-Kruger        |       |
| 4    | Ludo Vandromme           | Flandria-De Clerck-Krueger       |       |
| 5    | Bernard Van De Kerckhove | Pelforth-Sauvage-Lejeune         |       |
| 6    | Willy Bocklant           | Pull-Over Centrale-Motte-Novy    |       |
| 7    | Robert Legein            | Pelforth-Sauvage-Lejeune         |       |
| 8    | Marcel Kubacki           | Okay-Diamant                     |       |
| 9    | Raphael Van Bruaene      | Etalo-Siriki                     |       |
| 10   | Jacques Guiot            | Bic                              |       |